# Кучук Георгій Анатолійович
Гео́ргій Анато́лійович Кучу́к (* 1956) — український науковець, знавець в царині інформаційних технологій, доктор технічних наук (2013), професор (2014).

## З життєпису
1977 року закінчив Московський університет. Від того часу працював у Харківському спеціалізованому управлінні «ЗахідЕОМкомплекс».
Від 1980 року — у Харківському університеті Повітряних Сил. З 2004-го — провідний науковий співробітник наукового центру, одночасно викладає у Національному технічному університеті «Харківський політехнічний інститут».
Є розробником:
- комплексу математичних моделей та методів для оптимального розподілу ресурсів та синтезу структур фрагментів інформаційно-телекомунікаційних мереж критичного призначення,
- методики синтезу інформаційної технології управління мережевим трафіком.

### Серед робіт
- «Система розділення часу», 1987, у співавторстві
- «Визначення міри піковості пульсуючого трафіку», 2003
- «Управління ресурсами інформтелекомунікацій», 2006, у співавторстві
- «Інформаційні технології управління інтегральними потоками даних в інформаційно-телекомунікаційних мережах систем критичного призначення», 2013
- «Метод синтезу структури зв'язного фрагменту інформаційно-телекомунікаційної мережі Єдиної автоматизованої системи управління Збройними Силами України», 2013

Серед запатентованих винаходів: «Пристрій для рішення задачі планування паралельного розподілу задач в grid-системах», співавтори Лістровий Сергій Володимирович, Лазебник Сергій Володимирович, Лапта Станіслав Сергійович, Мегельбей Вячеслав Вікторович, Мінухін Сергій Володимирович, Толстолузька Олена Геннадіївна, Третяк В'ячеслав Федорович, Тютюнник Владислав Олександрович, Челпанов Артем Володимирович, 2014.